# Heusinger-vezérlés

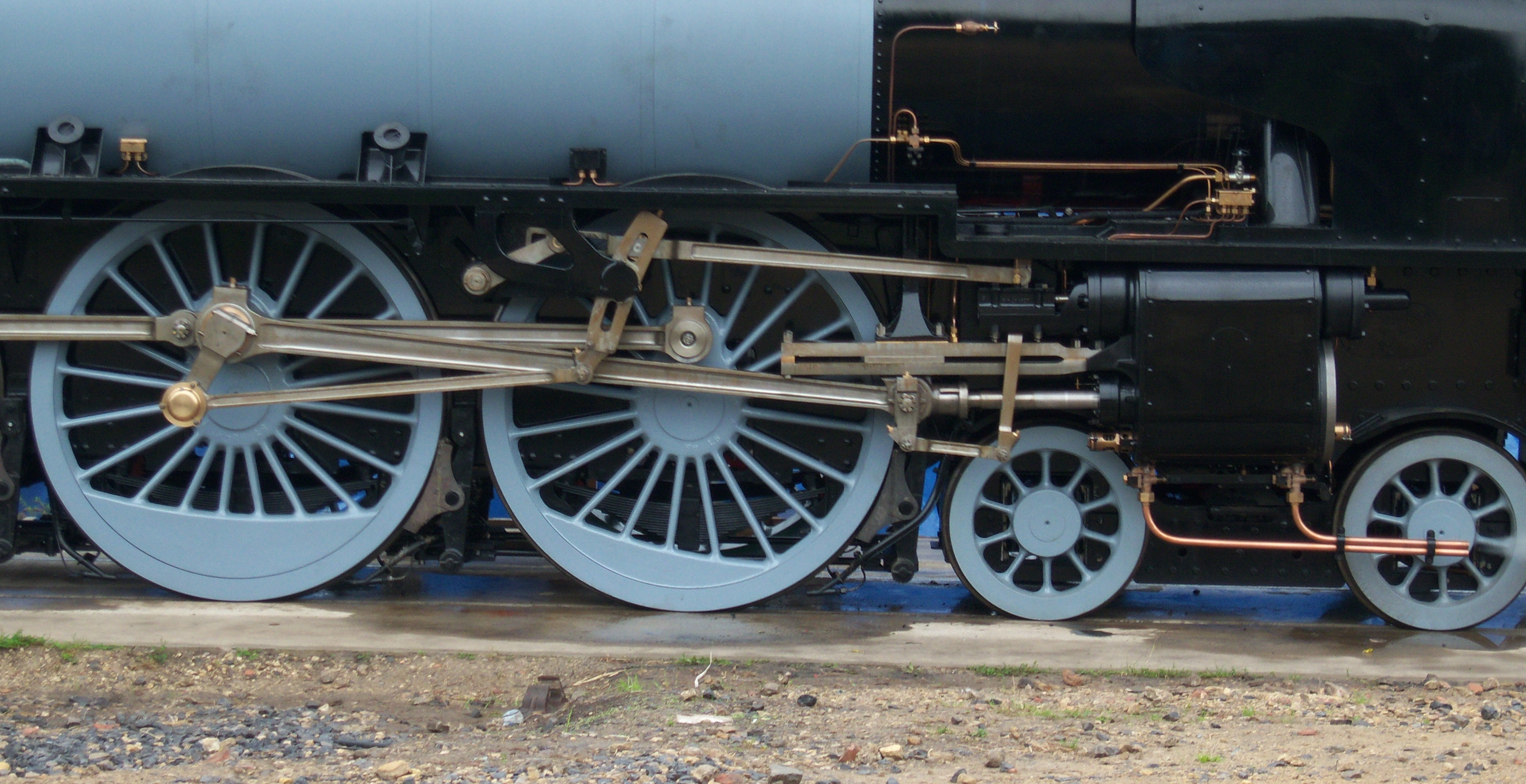
Gőzmozdonyrészlet

A Heusinger-vezérlés működése gőzmozdonyon
Legende:
1 - Lengőív
2 - Ellenforgattyú (Lengőforgattyú)
3 - Tolattyúrúd
4 - Első lengőkar
5 - Keresztfej
6 - Tolattyúhenger a tolattyúval
7 - Gőzhenger
8 - Kormányrúd

A Heusinger-vezérlés vagy Walschaerts-vezérlés gőzmozdonyvezérlési fajta volt.

## Története és elterjedése
A vezérlést Edmund Heusinger von Waldegg alkotta meg 1849-ben. Tőle függetlenül a belga Egide Walschaerts ugyanezen elv szerint működő vezérlést készített már 5 évvel korábban, 1844-ben. Így azután a német nyelvű országokon kívül Walschaerts-vezérlésnek nevezik.
Az európai gőzmozdonyok többsége ezzel a vezérléssel készült. A Heusinger-vezérlést továbbfejlesztették, Winkelhebelsteuerung továbbá az USA-ban mint Baker-vezérlést.

## Fordítás
- Ez a szócikk részben vagy egészben  a   Heusinger-Steuerung című német Wikipédia-szócikk fordításán alapul.  Az eredeti cikk szerkesztőit annak laptörténete sorolja fel. Ez a jelzés csupán a megfogalmazás eredetét és a szerzői jogokat jelzi, nem szolgál a cikkben szereplő információk forrásmegjelöléseként.